# Voleibol de praia na Universíada de Verão de 2013
O Voleibol de praia na Universíada de Verão de 2013 foi disputado no Centro de Voleibol de Praia na cidade de Cazã, Rússia entre 8 e 13 de julho de 2013.

## Medalhistas
| Evento    | Ouro                                            | Prata                                        | Bronze                                           |
| Masculino | Polónia · Michal Kadziola · Jakub Szalankiewicz | Alemanha · Armin Dollinger · Jonas Schröder  | Rússia · Yaroslav Koshkarev · Konstantin Semenov |
| Feminino  | Rússia · Ekaterina Khomyakova · Evgenia Ukolova | Polónia · Kinga Kołosińska · Monika Brzostek | Alemanha · Julia Sude · Chantal Laboureur        |

## Quadro de Medalhas
| Posição | País     |   |   |   | Total |
| ------- | -------- | - | - | - | ----- |
| 1       | Polónia  | 1 | 1 | 0 | 2     |
| 2       | Rússia   | 1 | 0 | 1 | 2     |
| 3       | Alemanha | 1 | 0 | 1 | 2     |